# Gozha Co
Der Gozha Co (chinesisch 郭扎错, Pinyin Guōzhā Cuò; tibetisch ཀོ་བཀྲ་མཚོ THL Kotra Tso, Wylie ko bkra mtsho, früher Ligmen Tso; auch Lake Lighten) ist ein See im Kreis Rutog im Regierungsbezirk Ngari in Tibet (VR China).
Der See liegt südlich des Kunlun-Gebirges, dessen Gletscher den See speisen. Sein Einzugsgebiet umfasst 2727 km², wovon 518,7 km² Gletscherfläche (19 % des Gesamteinzugsgebietes) ist.
Der Gozha Co liegt auf einer Höhe von 5080 m im Osten der wüstenhaften Hochfläche von Aksai Chin. Der See bedeckt eine Fläche von 249 km². 